# Apostolic Faith Mission of South Africa
Apostolic Faith Mission of South Africa (AFMSA) är den äldsta och största pingstkyrkan i södra Afrika, grundad 1908 av de nordamerikanska missionärerna John G Lake och Thomas Hezmalhalch. Hezmalhalch utsågs till AFMSA:s förste ordförande och Lake till vice ordförande. 1910 återvände Hezmalhalch till USA och ersattes som ledare av Lake. Denne lyckades 1913 få kyrkan officiellt registrerad hos myndigheterna innan han samma år återvände till USA och efterträddes som ordförande av Pieter L le Roux. 
Tidiga ledare som Lake, Hezmalhalch och le Roux hade tillhört Christian Catholic Church, från vilka AFMSA har ärvt seden med troendedop genom trefaldig nedsänkning.
Idag har AFMSA över 2 000 församlingar och 1 miljon medlemmar i Sydafrika.
Dotterkyrkor har även planterats i Botswana, Lesotho, Swaziland, Zimbabwe, Zambia och andra delar av Afrika, men även i Europa (främst Storbritannien) och Asien.
Tillsammans bildar dessa kyrkor AFM INTERNATIONAL, med Frank Chikane som ordförande.

## Tjänster
AFMSA erkänner följande tjänster:
- De utrustande tjänsterna (i Ef. 4:1-14):
  - Apostlar
  - Profeter
  - Evangelister
  - Herdar
  - Lärare

- De andliga tjänstegåvorna (Rom 12:6-9 och 1 Kor 12:4-11)

- Äldste och diakoner (1 Tim 3 och Tit 1).